# 袁德海
袁德海（1920年—1951年），字渠滨，浙江黄岩人。中国近代军事人物。

## 生平
1940年毕业于成都中央陆军军官学校，属黄埔第十六期交通科。抗日战争时期，任军统局重庆办事处少校谍报参谋，军统局驻宜宾办事处谍报组长。1949年起任国防部保密局谍报战上校站长，东南反共救国军括苍纵队少将司令。1950年5月28日，他率领25人，自大陈岛偷渡登陆黄岩，并在宁溪一带活动。1950年7月28日，他在仙居县上张乡马鞍山将支队扩编为总队，在黄岩、仙居等地活动。1950年8月，中国人民解放军第21军第61师、62师、第六军分区警备六团在各地拉网追踪。1951年2月21日，解放军在梅树坑村活捉袁德海，同时击毙“苍南总队司令”王克岩。